# 4037 Ikeya
4037 Ikeya là một tiểu hành tinh 10 km đặt tên theo nhà thiên văn học nghiệp dư Nhật Bản, Kaoru Ikeya. Nó được phát hiện năm 1982 bởi K. Suzuki và T.Urata.